# Leptogomphus uenoi
Leptogomphus uenoi – gatunek ważki z rodziny gadziogłówkowatych (Gomphidae).